# Finke River

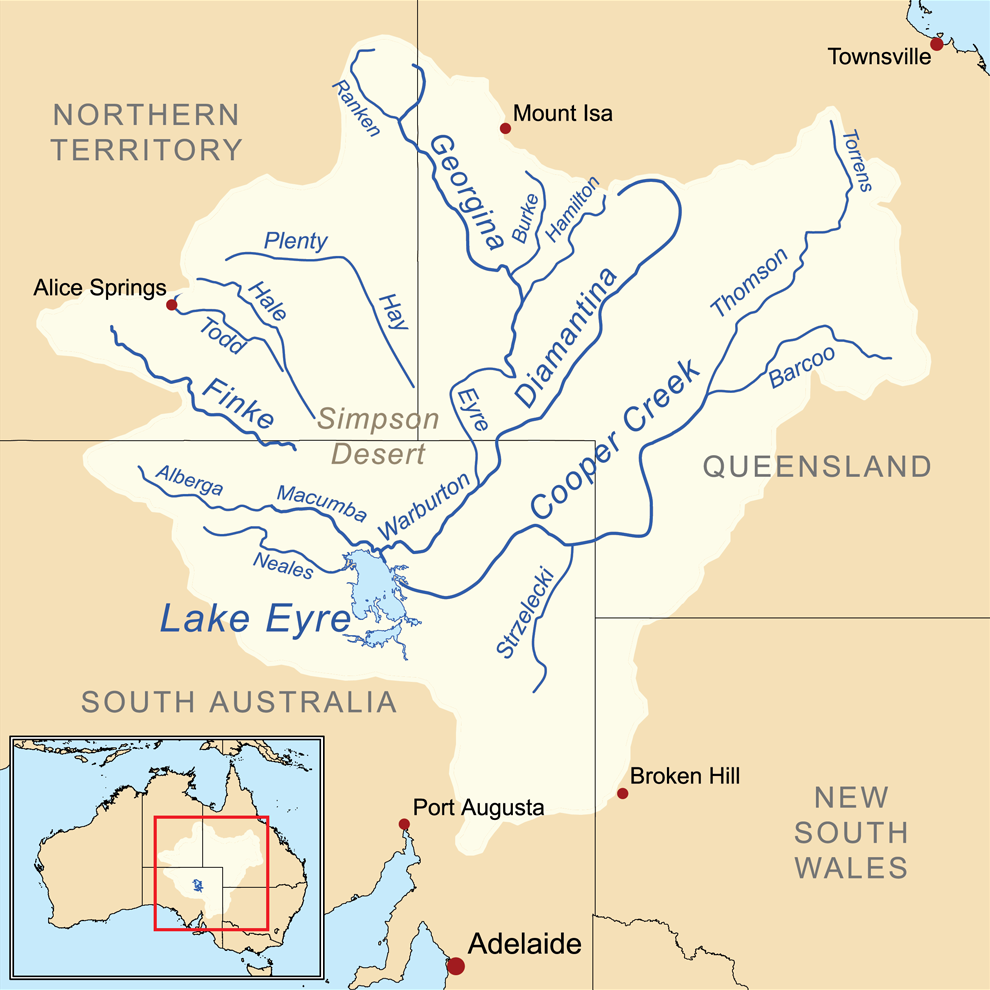

Finke River är ett vattendrag i delstaten Northern Territory i Australien.
Omgivningarna runt Finke River är i huvudsak ett öppet busklandskap. Trakten runt Finke River är nära nog obefolkad, med mindre än två invånare per kvadratkilometer.